# Zauberformel
Zauberformel nennt man die 1959 zustande gekommene parteipolitische Zusammensetzung des siebenköpfigen Schweizer Bundesrates (Regierung der Schweizerischen Eidgenossenschaft) mit dem Verteilschlüssel 2:2:2:1. Die drei Parteien mit der grössten Parteistärke erhielten zwei, die mit der viertgrössten einen Sitz. Die Zauberformel soll eine proportionale Vertretung aller Bürger gewährleisten und ist Ausdruck einer Konkordanzregierung, diese wiederum ein Teil der Konkordanzdemokratie in der Schweiz. Sie ist eine blosse Konvention, die nicht rechtlich verankert ist und mithin jederzeit verändert oder abgeschafft werden kann.
Der Bundesrat bestand ab der Wahl 1959 aus je zwei Mitgliedern der Parteien FDP, Die Mitte (damals KCV) und SP sowie einem Mitglied der SVP (damals BGB). Die Zusammensetzung des Schweizer Bundesrates in dieser Form währte bis 2003. Danach wechselte ein Sitz der CVP zur SVP. Die neue Zusammensetzung der 2:2:2:1-Formel galt bis 2008 und wieder ab 2015. 2019/20 war der siebte Bundesratssitz durch die fünftstärkste Partei (CVP) besetzt, die zur viertstärksten Partei aufgestiegene GPS war nicht repräsentiert. Die Fusion von CVP und BDP zur Partei Die Mitte stellte die vorherige Formel 2021 jedoch wieder her.

## Entstehung des Begriffs
In den Diskussionen im Vorfeld der Wahlen von 1959 wurde die neue Zusammensetzung des Bundesrates häufig einfach «Formel» genannt (z. B. in der National-Zeitung vom 20. November 1959). Erst in der NZZ, der als FDP-naher Publikation die neue Formel, die einen Sitzverlust für die FDP bedeutete, ein Dorn im Auge war, nannte NZZ-Chefredaktor und FDP-Nationalrat Willy Bretscher sie im Abendblatt vom 26. November 1959 ironisch «die seit Jahren herumgebotene magische Formel 2:2:2:1». Die Wortschöpfung wurde sofort aufgenommen, so am 28. November im Volksrecht und – sogar im Titel – im Landboten sowie am 8. Dezember im Blick, die französische Entsprechung «la formule magique 2-2-2-1» am 1. Dezember in der La Suisse, die italienische «formula magica» am 11. Dezember in der Gazzetta Ticinese. Die NZZ schrieb am 3. Dezember, «die vor der Ernte stehende ‹magische Formel› des Proporz-Bundesrates scheint zwar da und dort ihren attraktiven Zauber einzubüssen». Von da an war es nur noch ein kleiner Schritt zum Begriff «Zauberformel». Als offensichtlich erster verwendete ihn ein anderer prominenter Gegner der Formel, der frühere Präsident der Konservativ-Christlichsozialen Partei Max Rohr, am 4. Dezember im Aargauer Volksblatt. Rohrs Zuschrift samt dem Begriff «Zauberformel» wurde in der Folge von vielen anderen Zeitungen aufgegriffen, zuerst wiederum von der NZZ am 7. und am 10. Dezember. Am 19. Dezember, nach der Wahl, vermeldete sie dann im Titel den «Sieg der ‹Zauberformel›» und etablierte den Begriff damit endgültig. Der Urheber der Zauberformel, Martin Rosenberg, Generalsekretär der Konservativ-Christlichsozialen Volkspartei, kritisierte den Begriff anfänglich; «die Ermöglichung des Beizuges aller aufbauwilligen Kräfte» könne «kaum als ‹Zauber› bezeichnet werden». Der Begriff, der von den Gegnern der Zauberformel durchaus ironisch-abwertend gemeint war, verlor mit der Zeit diese negative Konnotation, und Rosenberg benutzte ihn in der Folge selbst.

## Vorgeschichte

### 1848–1890
Von der Gründung des Bundesstaates 1848 bis 1890 besetzte die radikal-liberale Parteienfamilie alle sieben Bundesratssitze, wobei diese Parteienfamilie Strömungen von rechts über das Zentrum bis nach links umfasste und das Parlament schon damals darauf achtete, alle ausgewogen zum Zuge kommen zu lassen. Die katholisch-konservative Opposition galt den Radikal-Liberalen nach dem Sonderbundskrieg von 1847 als romhörig, die Sozialdemokraten galten als Internationalisten. Beide Gruppierungen wurden deshalb von der Macht im Bundesstaat zunächst ausgeschlossen. Erst die im Fraktionsprogramm von 1883 erklärte Bereitschaft zur konstruktiven Zusammenarbeit, d. h. zur Abkehr von der bisher praktizierten Fundamentalopposition, öffnete den Katholisch-Konservativen die Möglichkeit zur Teilnahme an der Macht im Bundesrat. Bei den Sozialdemokraten brauchte es dazu 1935 die Streichung des Ziels der Diktatur des Proletariats aus ihrem Parteiprogramm und das Bekenntnis zur militärischen Landesverteidigung.
Bemerkung: Das obligatorische Referendum gilt seit 1848 für alle Teil- oder Totalrevisionen der Bundesverfassung (BV). Ein fakultatives Referendum kann seit 1874 von einer Anzahl von Stimmberechtigten oder Kantonen bei allen Bundesgesetzen und bei bestimmten Bundesbeschlüssen verlangt werden.

### 1891–1942
1891 verlor der Freisinn in der damals zentralen Frage der Eisenbahnverstaatlichung eine wichtige Referendumsabstimmung, worauf der Freisinnige Emil Welti zurücktrat und seine Partei den Sitz der bisherigen katholisch-konservativen Opposition überliess. Mit dem Luzerner Nationalrat Josef Zemp trat damit erstmals ein Katholisch-Konservativer in den Bundesrat ein. Als Chef des Eisenbahndepartements vertrat er, obwohl einst Gegner der Verstaatlichungspolitik, die Politik des Gesamtbundesrates mit.

#### 1891, Volksinitiative
Mit Einführung der Volksinitiative (auf Teilrevision der Verfassung) auf Bundesebene öffnete sich die Landespolitik weiteren Kreisen.
In den 1830er-Jahren haben die Kantone Aargau, Basel-Landschaft, Thurgau, Schaffhausen, Luzern und St. Gallen die Volksinitiative eingeführt, die auch in die Bundesverfassung von 1848 Eingang fand. Ab den 1860er-Jahren verbreiteten sich in den Kantonen die Möglichkeiten von Initiativen (Teilrevision der Verfassung, Gesetzesinitiative). Ein 1872 abgelehnter Verfassungsentwurf auf Bundesebene sah die Gesetzesinitiative vor. Nach wiederholten entsprechenden Forderungen und einer am 3. August 1880 eingereichten «Volks-Initiative», gaben die Katholisch-Konservativen aufgrund der mit dem Referendum gewonnenen Erfahrungen im 1884 ihren Widerstand auf und so wurde 1891 die Volksinitiative auf Teilrevision der Verfassung eingeführt.

#### 1919, Proporzwahl
1919, mit der Einführung des Proporzwahlrechts für den Nationalrat, verloren die Radikal-Liberalen die absolute Mehrheit im Parlament. Die Christlichdemokraten erhielten in der Folge mit Jean-Marie Musy (als Nachfolger des zurückgetretenen Freisinnigen Gustave Ador) einen zweiten Sitz. Der Freisinn war immer noch die wählerstärkste Partei (28,8 %), die Sozialdemokraten bereits die zweitstärkste (23,5 %); die Christlichdemokraten und die neugegründete BGB kamen auf 21 % bzw. 15,3 %. 1928 zogen die Sozialdemokraten mit den Freisinnigen gleich (27,4 %), in den Folgejahren waren sie bis 1979 und nochmals 1995 die wählerstärkste Partei (1983–1991 wieder die Freisinnigen, ab 1999 die SVP). 1929 folgte nach dem Tod des freisinnigen Bundesrates Karl Scheurer mit Rudolf Minger der erste Vertreter der BGB (der späteren SVP), womit sich die Bürgerblock-Regierung unter Ausschluss der Sozialdemokraten formiert hatte (vier Radikal-Liberale, zwei Christlichdemokraten, ein BGB-Vertreter).

### 1943–1950
Die Bedrohung des Landes durch das nationalsozialistische Deutschland in den 1930er und 1940er Jahren führte zu einem engen Zusammenschluss aller Bevölkerungsschichten. Vor allem setzte sich die Sozialpartnerschaft zwischen den Arbeitgebern und den Arbeitnehmern durch, besonders eindrücklich im Friedensabkommen von 1937 in der Maschinen- und Metallindustrie. Diese Entwicklung bewirkte 1943 nach dem Rücktritt des Freisinnigen Ernst Wetter die Wahl des ersten Sozialdemokraten, Ernst Nobs (damals Zürcher Stadtpräsident). Der Bundesrat bestand fortan aus drei Radikal-Liberalen, zwei Christlichdemokraten, einem BGB-Vertreter und einem Sozialdemokraten. Da die christlichdemokratische Fraktion ungefähr gleich stark wie die freisinnige war, wurde den Christlichdemokraten als Kompensation der Bundeskanzlerposten zugestanden.

## Bundesratswahlen

### Vorgeschichte – Bundeskanzlerwahl 1951
1951 war der Bundeskanzler nach dem Rücktritt des Christlichdemokraten Oskar Leimgruber neu zu wählen. Die Christlichdemokraten, deren Fraktion inzwischen grösser als die freisinnige war, reklamierten den Posten wie bisher als Kompensation für den im Vergleich mit den Freisinnigen fehlenden dritten Sitz für sich und portierten mit dem Thurgauer Oberrichter Josef Plattner eine aussenstehende Persönlichkeit. Die Freisinnigen pochten hingegen auf die traditionelle Politik der internen Beförderung und nominierten Charles Oser. Obwohl die BGB die christlichdemokratische Kandidatur unterstützte (während die SP Stimmfreigabe beschloss), wurde der Freisinnige Oser gewählt. Die Christlichdemokraten fühlten sich vom freisinnigen Seniorpartner in arroganter Weise brüskiert und begannen sich in ihrer Verärgerung den Sozialdemokraten zu nähern. Dies leitete nach der Zwischenetappe von 1954 schliesslich die Etablierung der Zauberformel von 1959 ein. Die Bundeskanzlerwahl von 1951 war also für die Entstehung der Zauberformel bedeutungsvoller, als man gemeinhin annimmt, und die Durchsetzung ihres Kandidaten erscheint in der Rückschau als ein taktischer Fehler der Freisinnigen.

### 1953
1953 trat der sozialdemokratische Finanzminister Max Weber nach einer Abstimmungsniederlage überraschend zurück; es folgte die kurze Episode des freiwilligen Rückzugs der proportional untervertretenen Sozialdemokraten in den «Jungbrunnen der Opposition» (Walther Bringolf). An der Stelle von Weber wurde der Freisinnige Hans Streuli gegen den christlichdemokratischen Kandidaten Emil Duft gewählt, was die Entfremdung der Christlichdemokraten vom Freisinn weiter vergrösserte. Die sozialdemokratische Devise für eine Rückkehr in den Bundesrat blieb danach bis 1959 «Zwei Sitze oder keinen».

### 1954
Die Bundesratswahlen von 1954 und 1959 gelten gemeinhin als das Meisterstück des gewieften Strategen und Taktikers Martin Rosenberg, Generalsekretär der Christlichdemokraten und Bundeshausredaktor des Vaterlands. Er strebte eine Zusammensetzung des Bundesrates mit zwei Freisinnigen, zwei Christlichdemokraten, zwei Sozialdemokraten und einem BGB-Vertreter an. Er wollte nach den Demütigungen von 1951 und 1953 die Übervertretung der Freisinnigen brechen und die Gleichstellung mit ihnen erreichen. Überdies war ihm klar, dass seine Partei als Juniorpartner in einer rein bürgerlichen Regierung weit weniger Einfluss ausüben konnte als in einem Bundesrat, in dem sie für Entscheide zwischen den Blöcken die Mehrheitsbeschafferin sein konnte.
Dazu war aber eine – von der Partei in einer mündlichen Absprache mit den Sozialdemokraten im Dezember 1954 ausdrücklich so deklarierte – Übergangslösung notwendig, in der die Christlichdemokraten zunächst die Parität mit den Freisinnigen mit je drei Bundesräten erreichten. 1954 ergab sich die für das Manöver notwendige freisinnige Vakanz, als Karl Kobelt und Rodolphe Rubattel ersetzt werden mussten (sowie der kurz vor den Bundesratswahlen im Amt verstorbene Christlichdemokrat Josef Escher); die Mehrfachvakanz erweiterte die Auswahlmöglichkeiten (zu dieser Zeit enthielt die Bundesverfassung noch die Bestimmung, dass aus demselben Kanton nur ein Bürger Bundesratsmitglied sein konnte). Rosenberg verständigte sich in vertraulichen Verhandlungen mit den Sozialdemokraten darauf, nicht nur die freisinnige Übervertretung zu korrigieren und einen Christlichdemokraten anstelle eines Freisinnigen wählen zu lassen, sondern auch den Sozialdemokraten beim nächsten Rücktritt eines Freisinnigen dessen Sitz (man rechnete in absehbarer Zeit mit dem Rücktritt von Max Petitpierre, der dann jedoch nicht so rasch erfolgte) sowie den neugewonnenen der Christlichdemokraten zu verschaffen. In der historischen Wahlsitzung vom 14. Dezember 1954 wurde im zweiten Wahlgang als Nachfolger von Karl Kobelt der Tessiner Christlichdemokrat Giuseppe Lepori gegen den freisinnigen Kandidaten Alfred Schaller aus Basel mit 128 von 232 gültigen Stimmen gewählt. Damit hatten die Christlichdemokraten im Bundesrat den Gleichstand mit den Freisinnigen erreicht (drei Freisinnige: Max Petitpierre, Hans Streuli und der als Nachfolger von Rodolphe Rubattel gewählte Paul Chaudet, drei Christlichdemokraten: Philipp Etter, der als Nachfolger von Josef Escher gewählte Thomas Holenstein und Giuseppe Lepori, ein BGB-Vertreter: Markus Feldmann).

### 1959
Um die Sozialdemokraten bei der nächsten freisinnigen Vakanz belohnen zu können, erklärte sich der bereits seit 1934 amtierende Christlichdemokrat Philipp Etter dem Generalsekretariat seiner Partei gegenüber bereit, sofort zurückzutreten, sobald ein Freisinniger ihm mit gutem Beispiel voranginge. Um freie Hand zu behalten, verzichtete Etter 1955 sogar auf das Vizepräsidium für 1956 (und damit auf das Präsidium für 1957). Als nach den Nationalratswahlen 1959 der Freisinnige Hans Streuli zurücktrat, gab auch Etter seinen Rücktritt bekannt. Einige Tage später mussten sich aus Gesundheitsgründen auch noch die beiden anderen christlichdemokratischen Bundesräte Thomas Holenstein und Giuseppe Lepori den Rücktritten anschliessen; wie schon 1954 wurden damit die Auswahlmöglichkeiten in einer für die Etablierung der Zauberformel günstigen Weise erweitert.
Rosenberg setzte sich bei der Verfolgung seines Ziels der Zauberformel «mit unerbittlicher Härte» auch gegen Parteifreunde durch, namentlich gegen eine Gruppe um den damaligen Parteipräsidenten Max Rohr. Diese wollte wie die Freisinnigen den Sozialdemokraten höchstens einen – den dritten christlichdemokratischen – Sitz zugestehen, was jedoch die für Rosenberg unabdingbare Parität der Christlichdemokraten mit den Freisinnigen wieder zerstört hätte und was angesichts der Devise der Sozialdemokraten «Zwei oder keinen» ohnehin unrealistisch war. Rohr hatte zusammen mit Fraktionschef Josef Condrau am 8. Dezember 1955 ein Antwortschreiben der Fraktions- und Parteileitung an die Sozialdemokraten unterschrieben, in dem die mündliche Absprache vom Dezember 1954 bestätigt wurde. In einem Artikel im Aargauer Volksblatt vom 4. Dezember 1959 bestritt er, dass Gerüchte zuträfen, es habe eine weitergehende Absprache mit der SP für eine der Übergangsregelung folgende Zweiervertretung der Sozialdemokraten im Rahmen der Zauberformel gegeben; die Bundesratsparteien hätten sich vor der Wahl bereit erklärt, «den Sozialdemokraten den Wiedereintritt in den Bundesrat zu ermöglichen, vorerst allerdings zur Besetzung nur eines Sitzes», und die Konservative Volkspartei habe bloss zugesichert, dass sie den gewonnenen dritten Sitz wieder abgebe, «sobald eine besser berechtigte Partei darauf Anspruch erheben könne». Dem begegnete Rosenberg mit dem Abdruck im Vaterland des von Rohr mitunterzeichneten Schreibens. In diesem ist allerdings nicht von der Zauberformel, sondern von einer von den Katholisch-Konservativen unterstützten sozialdemokratischen Regierungsbeteiligung «für den Moment mit einem Sitz» die Rede. Rohrs Aussagen widersprechen dem Schreiben also nicht, aber Rosenberg wollte offenbar darauf hinweisen, dass die Formulierung «für den Moment» eine durch die Christlichdemokraten bereits erwogene Zweiervertretung der Sozialdemokraten implizierte. Rohrs Artikel wiederum lässt darauf schliessen, dass er in die vertraulichen Verhandlungen mit den Sozialdemokraten nicht involviert und deswegen verärgert war.
Das für die Wahl vom 17. Dezember 1959 so sorgfältig eingefädelte Manöver drohte im letzten Moment zu scheitern, als die Sozialdemokraten neben Willy Spühler, der im ersten Wahlgang als Nachfolger von Hans Streuli gewählt wurde, ihren Parteipräsidenten Walther Bringolf als ihren offiziellen Kandidaten für die Nachfolge von Giuseppe Lepori portierten. Bringolf war mit seiner kommunistischen Vergangenheit für die Mehrheit des Parlaments nicht wählbar. Fast wäre damit der von den Liberalen ins Spiel gebrachte und überparteilich portierte Freisinnige und spätere Bundesrat Hans Schaffner bereits damals auf den Sessel gehievt worden – das Einschwenken der BGB, die ebenfalls daran interessiert war, keine neue Übermacht des Freisinns aufkommen zu lassen, auf die christlichdemokratische Linie verhinderte es. Rosenberg verstand es, auch diese gefährliche Klippe zu umschiffen. Die Christlichdemokraten hatten bereits in ihrer Pressemitteilung vom 7. Dezember im Hinblick auf die zu erwartende, unerwünschte Kandidatur Bringolf darauf hingewiesen, dass ihre Bereitschaft, auf einen Sitz zu verzichten, «wesentlich davon abhängt, welche Kandidaten die sozialdemokratische Fraktion endgültig aufstellt». Das Angebot an die Sozialdemokraten für zwei Sitze verband Rosenberg dementsprechend mit der Bedingung, dass Bringolf verzichte. Die Sozialdemokraten spielten mit, indem sie Bringolf portierten, im Saal aber fallen liessen. Der inoffizielle Kandidat der Sozialdemokraten, der Basler Ständerat Hans Peter Tschudi, bat das Parlament zwar nach dem für den vierten Sitz ergebnislosen ersten Wahlgang, in dem er 73 gegen Bringolfs 66 Stimmen machte (Schaffner 84), den offiziellen Kandidaten Bringolf zu unterstützen, aber auch der zweite Wahlgang brachte kein absolutes Mehr. Bringolf machte sogar nur noch 34 Stimmen (Tschudi 107, Schaffner 91), worauf er die sozialdemokratische Fraktion, die ihn zum Teil im Stiche gelassen habe, ironisch von der «Verpflichtung» entband, ihm die Stimme zu geben. In dem für die Zauberformel entscheidenden dritten Wahlgang wurde der Sozialdemokrat Hans Peter Tschudi mit 129 Stimmen gegen 97 für Schaffner gewählt. Rosenberg hatte damit sein Ziel erreicht; die Zauberformel war geboren, die beiden historischen Ausgrenzungskonflikte der jüngeren Schweizer Geschichte, der Kultur- und der Klassenkampf, fanden damit gewissermassen ein institutionelles Ende. Die Landesregierung bestand nun aus den zwei Freisinnigen Max Petitpierre und Paul Chaudet, den zwei Christlichdemokraten Jean Bourgknecht (als Nachfolger von Philipp Etter) und Ludwig von Moos (als Nachfolger von Thomas Holenstein), den zwei Sozialdemokraten Willy Spühler und Hans Peter Tschudi sowie dem 1958 als Nachfolger von Markus Feldmann gewählten BGB-Vertreter Friedrich Traugott Wahlen. Rosenberg begründete den historischen Wechsel zwar staatsmännisch, dass «durch eine loyale und stärkegerechte Zusammenarbeit der grossen Parteien alle politischen Kräfte zum Wohle von Land und Volk mobilisiert werden sollen». Mit der Zauberformel hatte er aber vor allem die Macht seiner Partei gestärkt; gegen die Christlichdemokraten war damit in der Regel kein Entscheid mehr möglich.

### 2003
Nachdem die SVP in den Parlamentswahlen 1999 und 2003 grosse Gewinne erzielt hatte und zur wählerstärksten Partei aufgestiegen war, beanspruchte sie einen zweiten Sitz in der Landesregierung. Dabei verlangte sie die Wahl von Christoph Blocher, ohne die sie sich in die Opposition zurückziehen wolle. Blocher gewann die Wahl gegen die amtierende Bundesrätin Ruth Metzler-Arnold (CVP).
FDP, SP und SVP belegten nun je zwei Sitze und die CVP einen, womit die Zusammensetzung wieder den Parteistärken und nach wie vor der Formel 2:2:2:1 entsprach, nach Blöcken (rechts, Mitte, links) nun allerdings der Verteilung 4:1:2 statt 3:2:2. Damit enthielt sie ein entscheidendes Element der Zauberformel von 1959 nicht mehr: dass die Mitte fallweise Mehrheiten mit der Linken oder der Rechten bilden kann. Manche Kommentatoren datieren das Ende der Zauberformel deshalb bereits auf diesen Zeitpunkt.

### 2007 und Spaltung der SVP
Nachdem bei den Bundesratswahlen 2007 statt Christoph Blocher überraschend die nicht kandidierende Bündner SVP-Regierungsrätin Eveline Widmer-Schlumpf in den Bundesrat gewählt worden war, kündigte die SVP an, von nun an Oppositionspolitik zu betreiben. Gleichzeitig wurden Widmer-Schlumpf und der bisherige SVP-Bundesrat Samuel Schmid von den Sitzungen der SVP-Fraktion ausgeschlossen und somit als Bundesräte fraktionslos, blieben aber (zunächst) Parteimitglieder der SVP.
Bis im Juni 2008 bestand der Bundesrat damit weiterhin aus je zwei SP-, FDP- und SVP-Parteimitgliedern und einem der CVP, womit die «arithmetische Konkordanz» – je nach Standpunkt – als formal gewahrt bezeichnet werden konnte. Allerdings betrachtete die SVP ihre beiden Bundesräte nicht als ihre Vertreter und proklamierte, da sie nun nicht mehr im Bundesrat vertreten sei, das Ende der schweizerischen Konkordanzpolitik.
Nach der am 16. Juni 2008 erfolgten Abspaltung der SVP Graubünden von der SVP Schweiz durch Umbenennung in BPS (später BDP) Graubünden bestand der Bundesrat für kurze Zeit aus je zwei SP- und FDP-Parteimitgliedern sowie je einem der CVP, SVP und BDP, womit die Zauberformel zu Ende war. Wenig später trat auch das verbleibende SVP-Mitglied Samuel Schmid zur BDP über. Die SVP war damit nicht mehr in der Exekutive vertreten.
Zu dieser Zeit forderten sowohl die Grünen, die 2007, trotz der Abspaltung der glp, Stimmengewinne verbuchen konnten, als auch die SVP einen Sitz im Bundesrat. In der Mitte erfuhren die CVP (durch Fraktionszusammenschluss mit EVP und glp) sowie die FDP (durch Fusion mit der LPS) eine Konsolidierung. Die Anhängerschaft der SVP fiel mit der Spaltung gemäss einer ersten repräsentativen Umfrage von 29 auf 23 %, wobei 4 % zu den drei ersten BDP-Kantonalparteien und der Rest zu FDP, CVP und glp abwanderten.
Nachdem Samuel Schmid am 12. November 2008 den Rücktritt aus dem Bundesrat per 31. Dezember 2008 bekanntgegeben hatte, wurde am 10. Dezember die Bundesratswahl 2008 abgehalten. Sowohl die Grünen als auch die SVP erhoben Anspruch auf den freiwerdenden Sitz. Schliesslich gelang der SVP mit Ueli Maurer die Rückkehr in den Bundesrat.

### 2011
In den Erneuerungswahlen des Bundesrates vom 14. Dezember 2011 versuchte die SVP die Zauberformel und die «arithmetische Konkordanz» wiederherzustellen, indem sie gegen die Bundesrätin der BDP, Eveline Widmer-Schlumpf, mit den Kandidaten Hansjörg Walter und Jean-François Rime antrat. Dies wurde jedoch nur von der freisinnigen Fraktion unterstützt; die andern grossen Fraktionen gaben, trotz Anerkennung des Anspruchs der SVP, einem andern ungeschriebenen Gesetz des politischen Systems der Schweiz den Vorzug: keinen Bundesrat ohne Not nicht wiederzuwählen. Eveline Widmer-Schlumpf wurde schon im ersten Wahlgang mit 131 von 239 Stimmen wiedergewählt. Mitgespielt hat auch die Überlegung, dass bei einer Sitzverteilung nach Blöcken die als rechter Block geltenden SVP/FDP keinen Anspruch auf einen zusätzlichen Sitz hätten. Argumentiert wurde weiter, dass der SVP nicht ausgerechnet jetzt, wo sie bei den Wahlen von allen Bundesratsparteien am meisten Wählerstärke verloren hatte (−2,34 %), ein zweiter Sitz im Bundesrat zugesprochen werden sollte. Abgesprochen wurde ihr der Anspruch auf einen zweiten Sitz ferner, weil der Umgang mit ihrem Kandidaten Bruno Zuppiger, der seine Kandidatur wegen einer vermuteten Affäre zurückziehen musste, «unwürdig» gewesen sei.
Die parteipolitische Zusammensetzung des Bundesrates entsprach damit weiterhin nicht der Zauberformel.

### 2015
Nachdem Eveline Widmer-Schlumpf ihren Rücktritt auf Ende Jahr bekannt gegeben hatte, gab es bei den Gesamterneuerungswahlen vom 9. Dezember 2015 einen freien Sitz, auf den die SVP Anspruch erhob. Dabei trat die SVP mit einem Dreierticket an, bestehend aus Norman Gobbi, Guy Parmelin und Thomas Aeschi, welches die drei grossen Sprachregionen der Schweiz repräsentierte. Norman Gobbi war zwar Mitglied der SVP-Fraktion, trat aber vor den Wahlen noch in die SVP ein. Nachdem die amtierenden Bundesräte wiedergewählt wurden, setzte sich Guy Parmelin im dritten Wahlgang mit 138 Stimmen durch, bei einem absoluten Mehr von 119 Stimmen.
Damit waren die nach Wähleranteilen grössten 3 Parteien wieder mit je 2 Sitzen vertreten.

### 2019
Bei den Parlamentswahlen im Oktober überholte die Grüne Partei der Schweiz die CVP als viertstärkste Partei im Nationalrat. Regula Rytz, die Parteipräsidentin der GPS, gab am 21. November bekannt, für den Bundesrat zu kandidieren. Am nächsten Tag nominierte die Grüne Fraktion Rytz für die anstehenden Gesamterneuerungswahlen des Bundesrates. Als viertstärkste Partei hätten die Grünen nach der Zauberformel den Sitz der bisher viertstärksten Partei CVP, besetzt durch Viola Amherd beanspruchen können. Die Grünen griffen jedoch den zweiten Sitz der drittstärksten Partei FDP, besetzt durch Ignazio Cassis, an, mit dem Ziel einer Sitzverteilung von 2:2:1:1:1. Dies erfolgte mit der Argumentation, dass die FDP überrepräsentiert sei: bei einem Stimmenanteil von 15,1 % verfüge die FDP über zwei Bundesratssitze, die Grünen mit ihren 13,2 % Wählerstimmen über keinen. Während einige linke Parteien den Anspruch der Grünen gerechtfertigt fanden, argumentierten die bürgerlichen Parteien (SVP, FDP und Mitte-Fraktion) zugunsten der Stabilität des Bundesrats gegen eine Abwahl bestehender Bundesräte. Ausserdem betrachteten viele Rytz als ungeeignet für den Bundesrat, da sie zu weit links politisiere. Selbst die grünliberale Schwesterpartei glp beschloss Stimmfreigabe, sodass schlussendlich nur die SP den Anspruch der Grünen befürwortete. Die Vereinigte Bundesversammlung bestätigte am 11. Dezember 2019 die sieben bisherigen Amtsinhaber und wehrte damit den Angriff der Grünen ab. Rytz unterlag gegen Cassis mit 81 zu 154 Stimmen.

### 2023
Nach der Parlamentswahl von 2023 würde eine Zuteilung von zwei Sitzen für die SVP und je einem für Die Mitte und FDP sehr genau ihrem Wähleranteil entsprechen, mit einem Rundungsfehler von weniger als 2,2 Prozent. Ebenso käme ein Bündnis aus SP und Grüne auf zwei Sitze (genau: 1,918). Danach wäre die GLP mit einem Anspruch auf 0,504 Sitze die am stärksten untervertretene Partei. Diese Sitzverteilung (2-1-1-1-1-1) würde 92 % der Wählenden im Bundesrat repräsentieren. Mit der aktuellen Sitzverteilung (2-2-2-1) sind hingegen nur 75 % der Wählenden im Bundesrat repräsentiert. Bei der Bundesratswahl 2023 zeigte sich, dass sich das neu gewählte Parlament an die bisherige Zauberformel hielt. Die Grünen griffen mit dem Freiburger Nationalrat Gerhard Andrey als Sprengkandidat erfolglos einen FDP-Sitz an.

## Bundesrat und Parteien

### Entwicklung der Parteistärken seit 1919
Anteile Nationalratswahlen (in Prozent, gerundet). Aufgeführt sind Parteien, die einmal mindestens 5 % Parteistärke erreicht haben, alle andern sind in den Übrigen enthalten.
| Partei   | 1919 | 1922 | 1925 | 1928 | 1931 | 1935 | 1939 1 | 1943 | 1947 | 1951 | 1955 | 1959 | 1963 | 1967 |
| -------- | ---- | ---- | ---- | ---- | ---- | ---- | ------ | ---- | ---- | ---- | ---- | ---- | ---- | ---- |
| FDP      | 28,8 | 28,3 | 27,8 | 27,4 | 26,9 | 23,7 | 20,7   | 22,5 | 23,0 | 24,0 | 23,3 | 23,7 | 23,9 | 23,2 |
| CVP      | 21,0 | 20,9 | 20,9 | 21,4 | 21,4 | 20,3 | 17,0   | 20,8 | 21,2 | 22,5 | 23,2 | 23,3 | 23,4 | 22,1 |
| SP       | 23,5 | 23,3 | 25,8 | 27,4 | 28,7 | 28,0 | 25,9   | 28,6 | 26,2 | 26,0 | 27,0 | 26,4 | 26,6 | 23,5 |
| SVP      | 15,3 | 16,1 | 15,3 | 15,8 | 15,3 | 11,0 | 14,7   | 11,6 | 12,1 | 12,6 | 12,1 | 11,6 | 11,4 | 11,0 |
| Zw'total | 88,6 | 88,7 | 89,8 | 91,9 | 92,3 | 83,0 | 78,4   | 83,5 | 82,4 | 85,1 | 85,6 | 84,9 | 85,3 | 79,8 |
| LdU      | *    | *    | *    | *    | *    | 4,1  | 7,1    | 5,5  | 4,4  | 5,1  | 5,5  | 5,5  | 5,0  | 9,1  |
| PdA      | *    | 1,8  | 2,0  | 1,8  | 1,5  | 1,4  | 2,6    | *    | 5,1  | 2,7  | 2,6  | 2,7  | 2,2  | 2,9  |
| Übrige   | 11,4 | 9,5  | 8,2  | 6,2  | 6,2  | 11,5 | 12,0   | 11,0 | 8,0  | 7,2  | 6,5  | 6,9  | 7,5  | 8,3  |

| Partei   | 1971 | 1975 | 1979 | 1983 | 1987 | 1991 | 1995 | 1999 | 2003 | 2007 | 2011   | 2015 | 2019 | 2023 |
| -------- | ---- | ---- | ---- | ---- | ---- | ---- | ---- | ---- | ---- | ---- | ------ | ---- | ---- | ---- |
| FDP 2    | 21,8 | 22,2 | 24,0 | 23,3 | 22,9 | 21,0 | 20,2 | 19,9 | 17,3 | 15,8 | 15,1 2 | 16,4 | 15,1 | 14,3 |
| CVP      | 20,3 | 21,1 | 21,3 | 20,2 | 19,6 | 18,0 | 16,8 | 15,9 | 14,4 | 14,5 | 12,3   | 11,6 | 11,4 | *    |
| Mitte 3  | *    | *    | *    | *    | *    | *    | *    | *    | *    | *    | *      | *    | *    | 14,1 |
| SP       | 22,9 | 24,9 | 24,4 | 22,8 | 18,4 | 18,5 | 21,8 | 22,5 | 23,3 | 19,5 | 18,7   | 18,8 | 16,8 | 18,3 |
| SVP      | 11,1 | 9,9  | 11,6 | 11,1 | 11,0 | 11,9 | 14,9 | 22,5 | 26,7 | 28,9 | 26,6   | 29,4 | 25,6 | 27,9 |
| Zw'total | 76,1 | 78,1 | 81,3 | 77,5 | 72,0 | 69,4 | 73,7 | 80,8 | 81,7 | 78,7 | 72,7   | 76,2 | 68,9 | 74,5 |
| LdU      | 7,6  | 6,1  | 4,1  | 4,0  | 4,2  | 2,8  | 1,8  | 0,7  | *    | *    | *      | *    | *    | *    |
| PdA      | 2,6  | 2,4  | 2,1  | 0,9  | 0,8  | 0,8  | 1,2  | 1,0  | 0,7  | 0,7  | 0,5    | 0,8  | 1,1  | 0,7  |
| GPS      | *    | 0,1  | 0,6  | 1,9  | 4,9  | 6,1  | 5,0  | 5,0  | 7,4  | 9,6  | 8,4    | 7,1  | 13,2 | 9,8  |
| FPS      | *    | *    | *    | *    | 2,6  | 5,1  | 4,0  | 0,9  | 0,2  | 0,1  | *      | *    | *    | *    |
| GLP      | *    | *    | *    | *    | *    | *    | *    | *    | *    | 1,4  | 5,4    | 4,6  | 7,8  | 7,6  |
| BDP      | *    | *    | *    | *    | *    | *    | *    | *    | *    | *    | 5,4    | 4,1  | 2,5  | *    |
| Übrige   | 13,7 | 13,4 | 11,9 | 15,7 | 15,6 | 15,9 | 14,3 | 11,7 | 10,0 | 9,5  | 7,5    | 7,2  | 6,6  | 7,4  |

Quelle: Bundesamt für Statistik

## Kritik

### Freisinnige, Konservative
Bei der Etablierung der Zauberformel wurden vor allem von freisinniger Seite das «Proporzdenken» und die daraus folgende «proporzmässige Zerschneidung und Verteilung der bundesrätlichen ‹Macht›» kritisiert. Vereinzelt gab es auch konservative Vertreter, die fanden, entscheidend sei «in erster Linie immer noch der Mann, dem die Verantwortung übertragen wird, unbekümmert um seine Parteizugehörigkeit».

### Sozialdemokraten
Von linker Seite wurde die Zauberformel, genauer die Bundesratsbeteiligung der Sozialdemokraten, vor allem dann jedes Mal in Frage gestellt, wenn vom Parlament ein anderer als der offizielle SP-Kandidat in den Bundesrat gewählt wurde. Dies geschah mit Hans-Peter Tschudi 1959, mit Willi Ritschard 1973 und 1983 mit Otto Stich. Die Apologeten eines Austritts fanden, es gelte «sich zu emanzipieren vom faulen Zauber der symbolischen Machtbeteiligung» (Ruedi Brassel). Sie setzten sich jedoch nicht durch. Ein ausserordentlicher Parteitag der SP beschloss im Februar 1984 in Bern mit grossem Mehr den Verbleib im Bundesrat.